# Rudolf Jelínek (letec)
Rudolf Jelínek (9. dubna 1915 Lomnice nad Popelkou – 13. října 1942 Scropton) byl český letecký mechanik a palubní střelec Royal Air Force v období druhé světové války.

## Život

### Před druhou světovou válkou
Rudolf Jelínek se narodil 9. dubna 1915 v Lomnici nad Popelkou v rodině slévače Aloise Jelínka a jeho ženy Emílie. Vychodil pět tříd obecné školy a tři třídy školy měšťanské. Vyučil se klempířem, následně vystudoval i průmyslovou školu v Hradci Králové. Pracoval jako rýsovač u firmy Avia v Čakovicích. Byl členem Skauta.

### Druhá světová válka
Po německé okupaci v březnu 1939 opustil Rudolf Jelínek ilegálně Protektorát Čechy a Morava a odešel do Polska, kde se v Krakově přihlásil do zde vznikající československé zahraniční jednotky. Následně odplul do Francie, kde vstoupil do cizinecké legie a sloužil v alžírském Sidi-Bel-Abbès. Po vypuknutí druhé světové války byl ze závazku propuštěn a 2. října 1939 v Agde přičleněn k Československé armády v zahraničí a to k její letecké skupině. Bitvy o Francii se zúčastnil mezi 3. červnem a 1. červencem 1940 jako letecký mechanik stíhací skupiny III/3. Své působení zde zakončil opět v Alžírsku a to v Oranu. Po pádu Francie byl opět přeřazen k cizinecké legii, po dvou týdnech byl propuštěn a odcestoval do Casablanky a dále přes Gibraltar do Spojeného království. Zde byl přijat do Royal Air Force a zařazen opět jako letecký mechanik k 312. československé stíhací peruti. K 18. březnu 1942 byl přeřazen k náhradnímu tělesu československého letectva a k 16. květnu téhož roku byl přijat do výcviku na palubního střelce. Jako příslušník 27. operační výcvikové jednotky odstartoval 13. října 1942 odstartoval z letiště v Church Broughtonu k dalšímu cvičnému nočnímu orientačnímu letu na pozici zadního střelce ve stroji Vickers Wellington Mk.Ic Z8854 KX-V pilotovaném Františkem Fantou. Při pokusu o přistání za ztížených povětrnostních podmínek havaroval u nedaleké vesnice Scropton. Celá posádka zahynula. Pohřbena byla 16. října 1942 na hřbitově u kostela svatého Paula ve Scroptonu. Dosáhl hodnosti rotného.

## Ocenění

### Vyznamenání
- Československý válečný kříž 1939

### Posmrtná ocenění
- Rudolf Jelínek byl v roce 1947 in memoriam povýšen do hodnosti štábního rotmistra a v roce 1991 do hodnosti podplukovníka